# Pływka

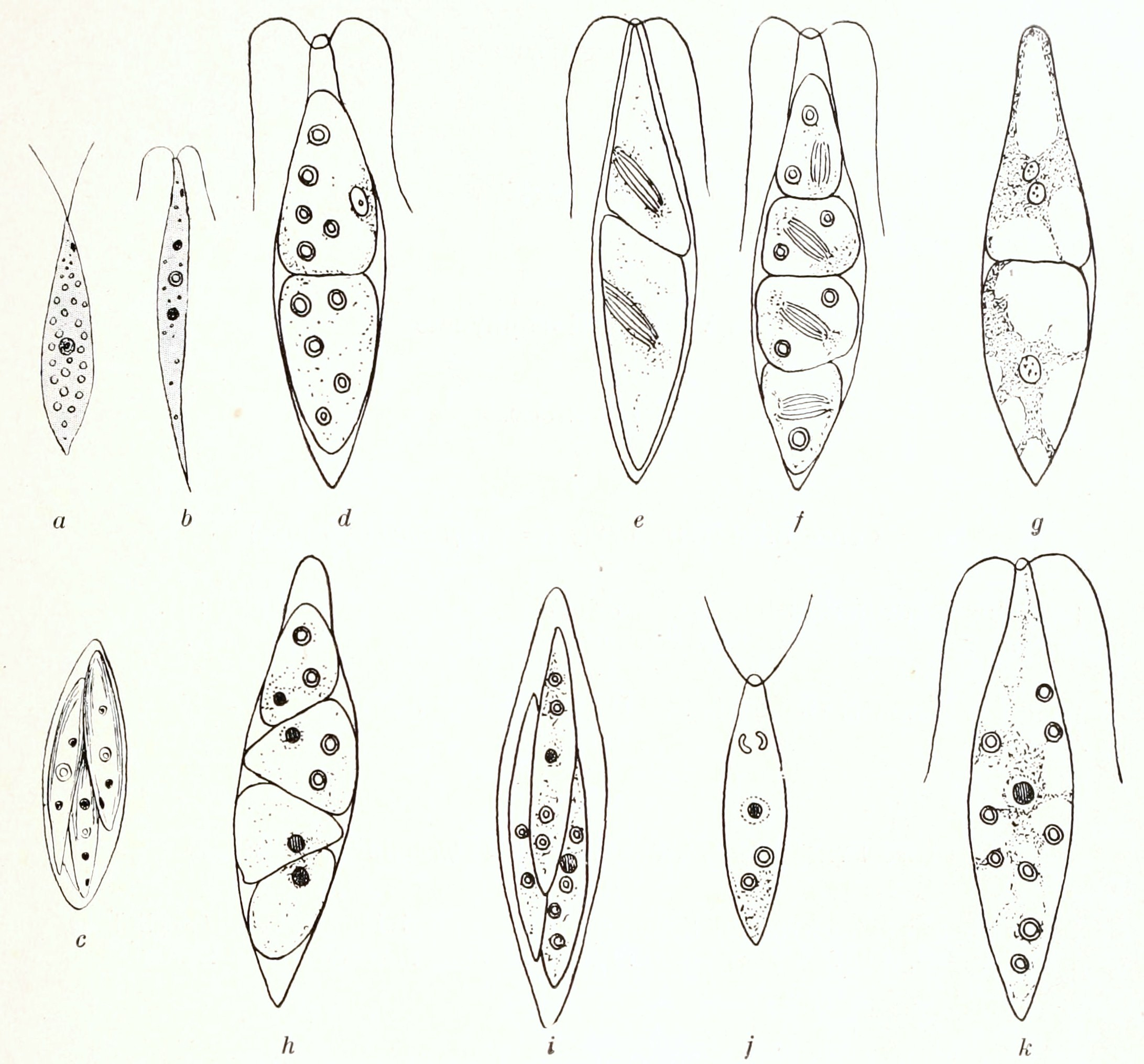
Powstawanie pływek u Chlorogonium euchlorum

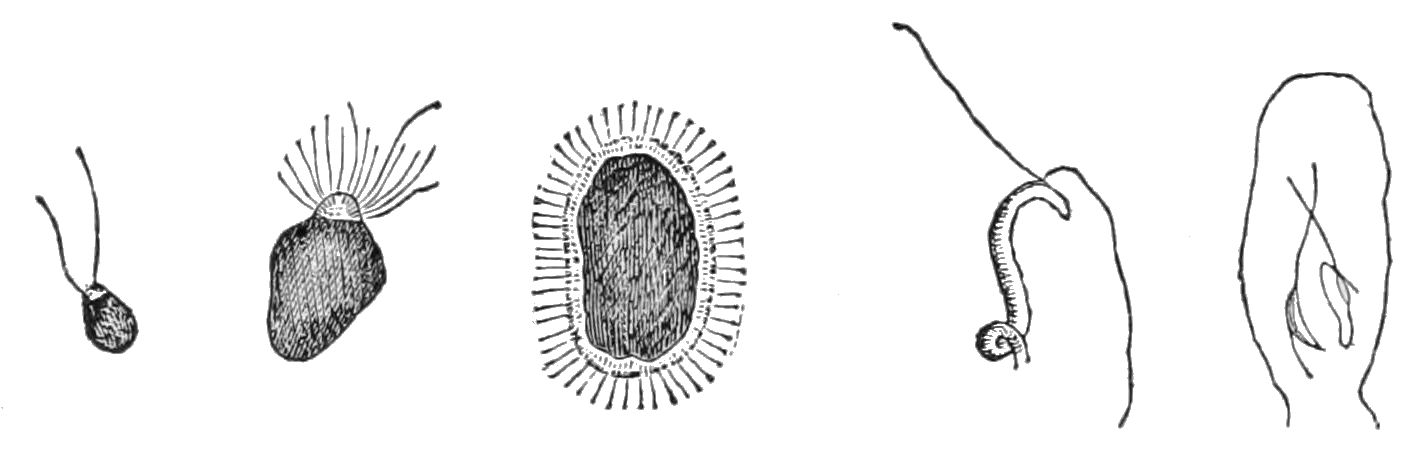
Rodzaje pływek

Rodzaje pływek u grzybów

Pływka, zarodnik pływkowy, zoospora, planospora – rodzaj zarodnika występujący u śluzowców (u których nazywany jest myksomonadą), niektórych glonów i grzybów wodnych. Jest to komórka zdolna do poruszania się w wodzie za pomocą wici lub rzęsek. Pływki powstają w komórkach zwanych zoosporangiami. Zazwyczaj są mitosporami, u niektórych jednak grzybów są mejosporami.

## Pływki u glonów
U glonów pływki to przeważnie pojedyncze, bez ściany komórkowej komórki wyposażone w jedną lub dwie wici albo liczne rzęski (rzadziej). Wici uderzając w wodę pełnią rolę napędu, ciągnąc za sobą komórkę. W zależności od gatunku, z jednej komórki glonu może powstać jedna pływka, lub wiele pływek. Np. u zawłotni (Chlamydomonas) powstaje jedna pływka, u gałęzatki (Cladophora) i zielenic Ulothrix wiele pływek, przy czym u gałęzatki zaczynają się poruszać już w obrębie zoosporangium i wychodzą z niego przez otwór, u wstężnicy opuszczają go razem, gdyż zlepione są śluzowato-galaretowatą substancją, później rozpuszczającą się. Różnie też są zbudowane. Pływki zawłotni mają 2 wici, wstężnicy 2 lub 4 wici, u uwikła (Oedogonium) jest wiele wici tworzących rodzaj korony na przednim końcu pływki. Woszeria (Vaucheria) posiada również liczne wici, ale rozmieszczone parami na całej powierzchni. U Ulothrix i Oedogonium pływki są jednojądrowe, u Vaucheria wielojądrowe.
Pływki posiadają jądro komórkowe (jedno lub wiele), wodniczki, cytoplazmę, chloroplasty oraz plamkę oczną. W chloroplastach występują pirenoidy, w jądrze często jest duże jąderko, a między jądrem i przednim końcem pływki przeważnie dwie duże wodniczki tętniące. Plamka oczna najczęściej znajduje się w pobliżu wici, ale u niektórych gatunków może być na środku pływki.
Po wydostaniu się z komórki macierzystej pływki przez jakiś czas pływają w wodzie, później tracą wici, pokrywają się błoną i powstaje z nich nowy osobnik glonu. U gatunków osiadłych pływki przyczepiają się do podłoża przednim końcem z wicią i również tracą wić.

## Pływki u grzybów
Pływki występują u niektórych tylko grup grzybów i organizmów grzybopodobnych – u skoczkowców (Chytridiomycota) i grzybopodobnych lęgniowców (Oomycota). Podobnie, jak u glonów są to wyposażone w wici i pozbawione ściany komórkowej mitospory. Mają długość od 2 do 14 µm i średnicę od 2 do 6 µm. Uwalniają się zoosporangium poprzez rozpuszczenie jego ściany, przez wstępnie uformowany otwór w ścianie pokryty odchylanym wieczkiem (operculum) lub przez rozpuszczający się galaretowaty czop. U niektórych jednak grzybów pływki powstają po mejozie z diploidalnego zarodnika przetrwalnikowego, są więc mejosporami.
U lęgniowców pływki mają dwie nierówne wici. Krótsza wić, pokryta dwoma rzędami rzęsek, zwanymi mastygonemami, skierowana jest do tyłu. Dłuższa, zwykle naga, czasami z delikatnymi, skierowanymi do tyłu włoskami wić biczykowa skierowana jest do przodu. Obydwie wici osadzone są z przodu pływki (akrokontnie) lub z jej boku (lateralnie).